# Il sesso secondo Josh
Il sesso secondo Josh (Naked Josh) è una serie televisiva statunitense e canadese in 26 episodi trasmessi per la prima volta nel corso di 3 stagioni dal 2004 al 2006.
È una sitcom incentrata sulle vicende di Josh Gould, un professore universitario di Montréal che, pur insegnando ad un corso di antropologia sessuale, si sforza di capire le regole in continua evoluzione del rapporto tra l'uomo e la donna.

## Personaggi e interpreti
- Josh Gould (26 episodi, 2004-2006), interpretato da David Julian Hirsh.
- Natalie Bouchard (26 episodi, 2004-2006), interpretata da Sarah Smyth.
- Jenn (26 episodi, 2004-2006), interpretata da Patricia McKenzie.
- Steve (16 episodi, 2004-2006), interpretato da James A. Woods.
- Sarah (14 episodi, 2004-2006), interpretata da Susan Glover.
- Eric (13 episodi, 2004-2006), interpretato da Andrew Tarbet.
- Claudia (13 episodi, 2004-2006), interpretato da Ruth Chiang.
- Angela (13 episodi, 2004-2005), interpretata da Lucinda Davis.
- Dottor Audrey Habedian (12 episodi, 2005-2006), interpretata da Claudia Ferri.
- Nick (11 episodi, 2005-2006), interpretato da Gianpaolo Venuta.
- Prof. Boronofsky (7 episodi, 2004-2006), interpretato da Michael Sinelnikoff.
- Courtney (6 episodi, 2005), interpretata da Mélanie St-Pierre.
- Trish (5 episodi, 2006), interpretato da Sarah Manninen.
- Samantha Trevino (5 episodi, 2004-2005), interpretata da Marie-Josée Colburn.
- Michael (4 episodi, 2005-2006), interpretato da Randy Thomas.

### Guest star
Tra le guest star: Simone-Elise Girard, Abeile Gelinas, John MacLaren, Claudia Ferri, Michael Sinelnikoff, Martin Kevan, Pauline Little, Gianpaolo Venuta, Jacklin Webb, Renee Madeline Le Guerrier, Clarice Byrne, Tetchena Bellange, Robert Crooks, Nicholas Baillie, Yann Bernaquez, Claudia Jurt, Anie Pascale, Neil Napier, Michael Longstaff, Claude Moise, Nathalie Brown, Sacha Dominique, Danny Brochu, Carmen Echeverria, Kathy Channing, Nicole Braber, Isabelle Delorme, Awikiwe Diodle, Royal DuPerron, Pamela Koren.

## Produzione
La serie fu prodotta da Cirrus Communications e Productions Sexant e girata a Montréal in Canada. Le musiche furono composte da Serge Essiambre. Il titolo di lavorazione fu Sexual Anthropology.

### Registi
Tra i registi sono accreditati:
- James Allodi in 9 episodi (2005-2006)
- Tim Southam in 5 episodi (2006)
- Paul Carrière
- Jim Donovan

### Sceneggiatori
Tra gli sceneggiatori sono accreditati:
- Laura Kosterski in 12 episodi (2004-2006)
- Alex Epstein in 8 episodi (2004-2006)
- Rob Sheridan in 6 episodi (2005-2006)
- Karen Hill in 2 episodi (2006)
- Henri L. Solomon

## Distribuzione
La serie fu trasmessa in Canada dal 3 aprile 2004 al 22 luglio 2006 sulla rete televisiva Showcase. In Italia è stata trasmessa dal 3 aprile 2006 su Fox Life con il titolo Il sesso secondo Josh.
Alcune delle uscite internazionali sono state:
- negli Stati Uniti il 3 aprile 2004 (Naked Josh)
- in Canada il 15 giugno 2004 (titolo in francese: Les leçons de Josh)
- in Francia il 9 ottobre 2005 (Les leçons de Josh)
- in Israele il 6 gennaio 2006
- in Spagna (Josh y el sexo)
- in Brasile (Naked Josh)
- in Italia (Il sesso secondo Josh)

## Episodi
| Stagione         | Episodi | Prima TV USA |
| ---------------- | ------- | ------------ |
| Prima stagione   | 8       | 2004         |
| Seconda stagione | 8       | 2005         |
| Terza stagione   | 10      | 2006         |